# 金丝峡
金丝峡位于陕西省商洛市商南县新开岭腹地，是陕南唯一一家国家5A级旅游景区。景区内有白龙峡、黑龙峡、青龙峡、石燕寨和丹江源五大景区，峡谷总长度20.5公里，纵深10多公里。2015年10月，批准为国家5A级旅游景区，同时为中国国家地质公园、国家森林公园和国家水利风景区。